# Patrice Delaveau
Patrice Delaveau (* 27. Januar 1965 in Rambouillet) ist ein französischer Springreiter.
Im April 2012 befand er sich auf Platz 11 der Weltrangliste.

## Karriere
2010 gewann er bei den Weltreiterspielen im US-amerikanischen Lexington die Silbermedaille mit der Mannschaft.
Delaveaus Eltern führten einen Reitstall. Delaveau ist verheiratet und hat drei Kinder.

## Pferde (Auszug)
- Kachina Mail (* 1998), Stute
- Nayana
- Baritchou DBT
- Orient Express*HDC
- Ornella Mail*HDC
- Lacrimoso 3*HDC